# Біва (інструмент)
Біва (яп. 琵琶, びわ) — традиційний струнний музичний інструмент в Японії. Аналог української кобзи. Інколи називається «японською лютнею».
Виготовляється з дерева, має 4 або 5 струн. По формі нагадує зрізану навпіл грушу або краплю води. Довжина різниться від 60 — 160 см. Для гри на інструменті використовують плаский плектр «баті» у вигляді віяла.
Походить з Персії. До Японії потрапила у VII–VIII століттях по шовковому шляху через Індію і Китай.
Поділяється на різні типи залежно від музичного жанру: для придворної музики ґаґаку використовується ґаку-біва, для речитативних пісень «Повісті про дім Тайра» у виконанні мандрівних сліпців біва-хосі — хейке-біва, мосо-біва або араґамі-біва.
Існує також класифікація бів залежно від регіону чи провінції Японії, в якій вони виготовляються: тікудзенівська (тікудзен-біва), сацумська (сацума-біва) та інші.